# Dirichlet-karakter
Az analitikus számelmélet egyik fontos eszköze, a Dirichlet-karakter (röviden: karakter) olyan χ függvény, ami a pozitív egészeket komplex számokra képezi, továbbá:
- van olyan pozitív egész k, hogy minden n-re χ(n) = χ(n + k) teljesül, tehát a karakter periodikus, k periódussal.
- χ(n) = 0 minden n-re, aminek van közös osztója k-val.
- χ(mn) = χ(m)χ(n) minden pozitív m-re és n-re, tehát χ teljesen multiplikatív.
- χ(1) = 1.

## Példák
A legegyszerűbb példa a χ0 főkarakter: χ0(n)=1, ha (n,k)=1, különben 0.
Ha k=4, akkor egy további példa az a χ függvény, ami χ(n)=1, ha n 4-gyel osztva 1-et ad maradékul, χ(n)=-1, ha n 4-gyel osztva 3-at ad maradékul, a páros helyeken pedig 0.
Ha p prímszám, akkor a {\displaystyle \chi (n)=\left({\frac {n}{p}}\right)} Legendre-szimbólum p periódusú Dirichlet-karakter.

## Tulajdonságaik
- Minden nemnulla χ(n) érték φ(k)-adik egységgyök.
- A k periódusú Dirichlet-karakterek száma φ(k) (φ(k) az Euler-féle φ-függvény)
- Ha {\displaystyle \chi \neq \chi _{0}}, akkor

{\displaystyle \sum _{n=1}^{k}\chi (n)=0.}
- Ha {\displaystyle n\not \equiv 1{\pmod {k}}}, akkor

{\displaystyle \sum _{\chi }\chi (n)=0.}

## Dirichlet-féle L-függvények
Egy χ Dirichlet-karakter segítségével a következő Dirichlet-féle L-függvény definiálható:
{\displaystyle L(\chi ,s)=\sum _{n=1}^{\infty }{\frac {\chi (n)}{n^{s}}}}
ahol s olyan komplex szám aminek a valós része 1-nél nagyobb.
Erre teljesül az Euler-féle szorzatelőállítás:
{\displaystyle L(\chi ,s)=\prod _{p}\left(1-{\frac {\chi (p)}{p^{s}}}\right)^{-1}}
ahol p a prímszámokon fut végig.
Az analitikus folytatás módszerével az egész komplex síkon értelmezett meromorf függvénnyé terjeszthető ki.
A Dirichlet-féle L-sorok kiterjesztései a Riemann-féle zéta-függvénynek és nemtriviális gyökeik elhelyezkedésére vonatkozik az általánosított Riemann-sejtés.
A Dirichlet-karaktereket és a hozzájuk tartozó L-függvényeket Dirichlet vezette be 1831-ben a számtani sorozatok prímszámaira vonatkozó tétele bizonyításához.